# Ђурђевска скупштина у Крагујевцу (1828)
Ђурђевска скупштина у Крагујевцу је одржана 14. маја 1828.

## Ђурђевска скупштина 1828. године
Руско-турски рат 1828. године није се могао избећи: чим је грануло пролеће руска војска прешла је Прут и заузела Влашку и Молдавију. Брзим маршевима Руси су надирали у турску територију. Кнез Милош и народни прваци, чим су о томе добили обавештења од Русије, предузели су потребне мере да се у Србији одржи мир.
Скупштина је одржана 14. маја 1828. y Крагујевцу. Отворена је беседом Кнеза Милоша, која је пуна савета да се сачува „мир и тишина“. „... Нама није за тим стало што се цареви међу собом комешају“, — казао је Кнез Милош у беседи, „Царства се и побију и помире, тешко слабијему који се у бој њин меша, пак после или од једне или од друге стране буде остављен! Нашој земљи мир је нуждан, ми се само миром у целости одржати можемо."
Донесене су одлуке да се у нахијама строго пази на одржавање реда. Нахијске старешине добиле су дужност да сваки са одређеним бројем људи крстари својом нахијом, a кнезови граничних нахија да пазе на границу и стрчзго мотре на ред и људе који би што противно миру предузимали.
Добивши обавештења да је Русија ступила у рат и да њена војска напредује брзим маршевима, скупштинари су плакали од радости. Скупштинари су знали да ће, уз сва ласкања и обећавања, Порта и овом приликом обманути народ. Веровало се једино Русији, a Кнез Милош је Михаилу Герману наредио да настоји да руски делегати, када буду с Портиним пуномоћницима решавали услове мира, у исто време безусловно реше и српске привилегије у свим појединостима.